# 6LoWPAN
6LoWPAN은 IETF의 워킹 그룹 중 하나이며, IEEE 802.15.4로 대표되는 저전력 무선 사설 네트워크(Low-power Wireless Personal Area Network), 센서 네트워크 위에서 인터넷 프로토콜을 사용하기 위한 아키텍처 등을 표준화하고 있는 단체이다.

## 표준 문서
- RFC 4919[2]
- RFC 4944[3]: 제목은 'Transmission of IPv6 Packet over IEEE 802.15.4 Networks'이며, 최소 MTU가 1280 옥텟인 IPv6 패킷을 페이로드에 최대 127 옥텟을 담을 수 있는 IEEE 802.15.4 프레임에 전송하기 위한 헤더 압축, 링크 단계 단편화/재조립 메커니즘 등을 수행하는 6LoWPAN 애플리케이션 계층을 정의하고 있다.
- draft-ietf-6lowpan-nd[4]: 일반적인 신뢰성 있는 링크(가령, 이더넷 등)를 가정하고 동작하는 IPv6 Neighbor Discovery 프로토콜은 멀티캐스트를 기반으로 하고 있기 때문에 LoWPAN에는 잘 맞지 않다. 이 드래프트는 '6LoWPAN Neighbor Discovery'에 관한 것으로 멀티캐스트의 사용을 지양하고, LoWPAN 영역에 대해서는 그 경계에 있는 경계 라우터 (Edge Router)에 Neighbor Discovery에 관한 기능을 집중시켰다.
- draft-ietf-6lowpan-hc[5]: RFC4944에서 정의한 헤더 압축에 대해서 보완할 사항에 대해 정의한 드래프트이다. 표준이 완료되면 RFC4944를 갱신하게 된다.

## 같이 보기
- DASH7
- 스레드 (통신 프로토콜)